# Grand Prix (Stuhl)

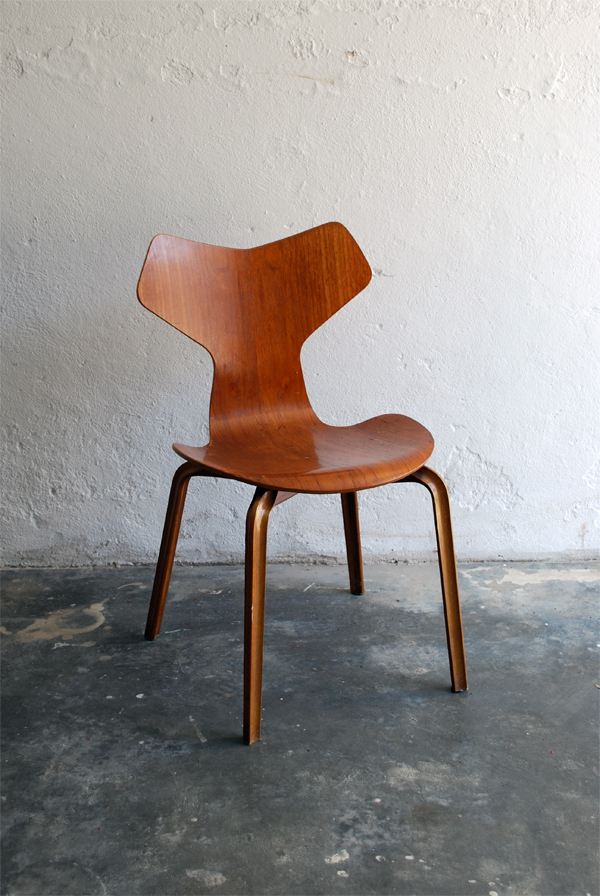
Grand Prix Stuhl mit Holzbeinen

Der Grand Prix ist ein stapelbarer Schichtholzstuhl, den der dänische Architekt und Designer Arne Jacobsen 1957 entwarf und auf der Frühjahrsausstellung des dänischen Kunsthandwerks im Kunstindustrimuseet in  Kopenhagen vorstellte. 

## Entwicklung
Ursprünglich als Modell 3130 bezeichnet, bekam der Stuhl den neuen Namen, nachdem er den „Grand Prix“ bei der XI. Triennale di Milano 1957 gewann. Von Konstruktion und Produktion her gleicht der aus Buche oder Teak gefertigte Stuhl den anderen Stuhl-Entwürfen Jacobsens aus dieser Zeit, wie der Serie 7, die 1955 entworfen wurden und ebenfalls von der Fritz Hansen A/S hergestellt werden. Anfänglich war der Stuhl sowohl mit Holzbeinen als auch mit einer Metall-Unterkonstruktion erhältlich. Die Holzbeine wurden später nicht weiter produziert, sodass sich der Stuhl noch mehr an die Serie 7 anglich, mit der er auch die Form der unteren Hälfte der Sitzschale teilt. 
Die Oberfläche der Sitzschale wird lasiert, lackiert oder mit Stoffen oder Leder voll- oder teilbezogen. Der Stuhl ist 50 cm breit, 52 cm tief und mit einer Sitzflächenhöhe von 44 cm insgesamt 78 cm hoch. 